# Stela Drăgulin
Stela Drăgulin este o profesoara de pian, profesor universitar la Universitatea Transilvania, Brasov si doctor in muzicologie. 
Este cunoscuta ca profesoara care a format unii din cei mai cunoscuți pianiști romani ai ultimelor decenii: Mihaela Ursuleasa, Alina Bercu, Horia Mihail.